# Principauté de Saxe-Querfurt
 (avril 2017).
Si vous disposez d'ouvrages ou d'articles de référence ou si vous connaissez des sites web de qualité traitant du thème abordé ici, merci de compléter l'article en donnant les références utiles à sa vérifiabilité et en les liant à la section « Notes et références ».
La principauté de Saxe-Querfurt (en allemand : Fürstentum Sachsen-Querfurt) était un État du Saint-Empire romain germanique qui relevait du cercle impérial de Haute-Saxe.
En 1635, à la paix de Prague, l'empereur Ferdinand II cède à l'électeur de Saxe, Jean-Georges Ier, les bailliages de Querfurt, Jüterbog, Dahme et Burg.